# Santo Tomé y Príncipe en los Juegos Olímpicos de la Juventud 2018
Santo Tomé y Príncipe compitió en los Juegos Olímpicos de la Juventud 2018 en Buenos Aires, Argentina, celebrados entre el 6 y el 18 de octubre de 2018. No obtuvo medallas en las justas deportivas.

## Medallero
| Medalla       | Oro | Plata | Bronce | Total |
| ------------- | --- | ----- | ------ | ----- |
| Total oficial | 0   | 0     | 0      | 0     |

## Disciplinas

### Canotaje
Santo Tomé y Príncipe clasificó un bote para competir en canotaje por el comité tripartito.
- C1 masculino - 1 bote